# Argen

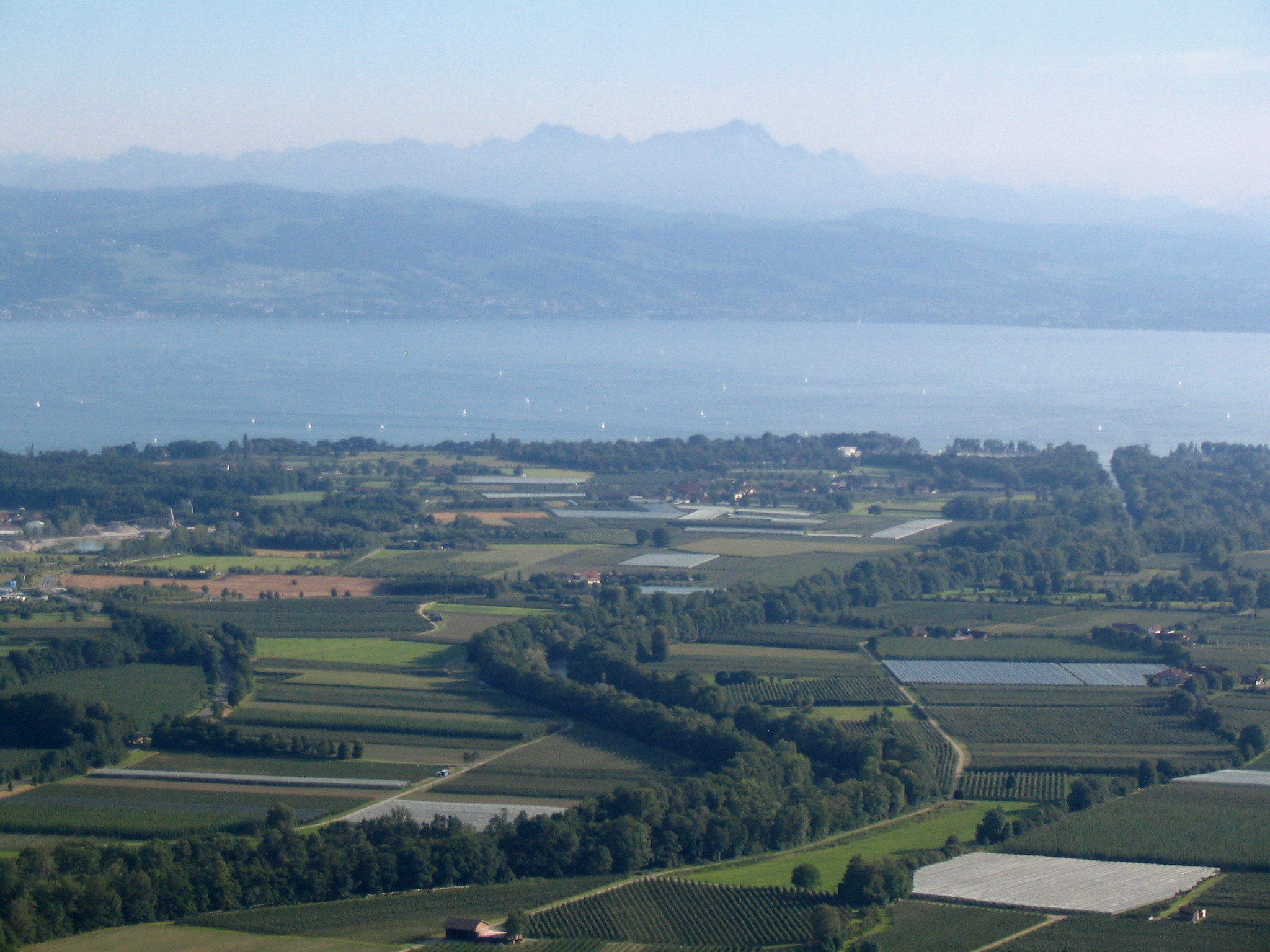
Locul de vărsare al râului

Argen este un afluent al Rinului situat în districtul Ravensburg, Germania. El ia naștere l altitudinea de 496 m, prin confluența lui "Unteren Argen" cu "Obereren Arge" la est de Neukirch (bei Tettnang). Râul are lungimea de 51,4 km, fiind amplasat între Kressbronn și Langenargen unde se varsă în lacul Constanța, din care cauză este considerat un afluent al Rinului.

Afluenți
Bollenbach, Wielandsbach, Dorfbach
Localități traversate
Wangen im Allgäu, Isny